# Béjar
Béjar (leóni nyelven Béyar) település Spanyolországban, Salamanca tartományban. Béjar Aldeacipreste, La Calzada de Béjar, Navalmoral de Béjar, Sanchotello, Fresnedoso, Vallejera de Riofrío, Navacarros, Solana de Ávila, Candelario, La Garganta, Puerto de Béjar és Cantagallo községekkel határos. Lakosainak száma 11 957 fő (2024).

## Népesség
A település népessége az elmúlt években az alábbi módon változott:
| Lakosok száma | 15 575 | 15 102 | 15 016 | 15 007 | 14 408 | 13 951 | 13 221 | 12 739 | 12 099 | 11 957 |
|               | 2001   | 2004   | 2007   | 2009   | 2012   | 2014   | 2017   | 2019   | 2022   | 2024   |